# John Kila
John Kila (1966) is een Nederlands voetbaltrainer. Kila oogstte als clubtrainer roem in het Nederlands amateurvoetbal, alvorens in het buitenland de rol te vervullen van hoofdtrainer bij Feyenoord Fetteh en WAFA SC. Hij is een neef van oud-voetballer Aad Kila.

## Trainerscarrière
John Kila was nooit professioneel voetballer. Kila behaalde in 1985 op 19-jarige leeftijd zijn CIOS-diploma en behaalde eveneens zijn diploma Oefenmeester 1 van de KNVB. In 1987 werd hij sporttechnisch adviseur van VV Papendrecht. Hij werd trainer van De Zwarte Schapen waarmee hij in 1994 kampioen werd van de Tweede klasse. Met de club ZPC won Kila in 1995 de Derde klasse en in 1997 de Tweede klasse. Met Quick werd hij eveneens in 1999 kampioen van de Eerste klasse.
Als trainer van Türkiyemspor werd Kila in het seizoen 1999/00 kampioen van de Tweede klasse, waarna de Amsterdamse club via promotie zou beginnen aan een succesvolle opkomst naar de top van het Nederlandse amateurvoetbal. In maart 2000 werd bekendgemaakt dat Kila vanaf het seizoen 2000/01 werkzaam zal zijn als assistent van Simon Kistemaker bij Telstar. In 2002 was John Kila geslaagd voor zijn cursus Coach Betaald Voetbal.
Vanaf het seizoen 2002/03 keerde Kila terug bij Türkiyemspor en won in 2003 het algemeen zondagkampioenschap en in 2003 en 2004 het afdelingskampioenschap van de Hoofdklasse.
In 2005 werd hij aangesteld als trainer van AFC en werd daarmee de opvolger van Stanley Menzo. De start van het seizoen 2005/06 was echter niet succesvol en nadat AFC na 14 wedstrijden slechts 16 punten had behaald, werd het contract van trainer John Kila in februari 2006 voortijdig beëindigd. Hij tekende vervolgens in 2006 bij SVV Scheveningen.
Aan het roer bij SVV Scheveningen beleefde Kila een paar sterke seizoenen. In 2007 miste Scheveningen nipt de promotie na verlies in de beslissingswedstrijd met Excelsior Maassluis. Het seizoen 2007/08 werd de club kampioen en kon daardoor rechtstreeks promoveren naar de Hoofdklasse. Nadat Scheveningen in het seizoen 2008/09 voornamelijk degradatievoetbal speelde, werd Kila in februari 2009 ontslagen.
In 2010 werd Kila benoemd tot hoofdtrainer van Feyenoord Fetteh, de Afrikaanse tak van de Rotterdamse eredivisieclub Feyenoord. Ook na de fusie in 2014 ging Kila verder bij de nieuwe fusieclub WAFA SC. Na zes jaar dienstverband vertrok Kila in 2016 uit Ghana.
Hij werd in juni 2016 aangesteld als hoofd jeugdopleiding van de Indische voetbalclub Bengaluru FC.

## Erelijst
- Division One: 2014 (Feyenoord Fetteh)
- Middle League: 2013 (Feyenoord Fetteh)
- Algemeen zondagkampioenschap: 2003 (Türkiyemspor)
- Hoofdklasse: 2003, 2004 (Türkiyemspor)
- Eerste klasse: 1999 (Quick), 2008 (SVV Scheveningen)
- Tweede klasse: 1994 (Zwarte Schapen), 1997 (ZPC), 2000 (Türkiyemspor)
- Derde klasse: 1995 (ZPC)